# Kitab adab al-falasifa
El Kitab adab al-falasifa es una de las obras más conocidas del médico Hunayn ibn Ishaq (809-73), que estuvo a la cabeza de la Escuela de Traductores de Bagdad.
No se conocen muchos datos de la versión arábiga original, por lo que es difícil determinar su extensión. Pero se conservan algunas referencias en obras y copias tardías. 
Se conocen dos traducciones medievales de la obra, enmarcadas dentro de la literatura medieval española. En el siglo XIII se compuso en castellano el llamado Libro de los buenos proverbios, parte importante de la literatura de la época, primera traducción; la segunda fue una al hebreo por el famoso poeta judío andalusí Juda ben Shlomo Al-Jarisi (1170-1235) conocida con el título Sefer Musré ha-Filosofim (Libro de las morales de los filósofos). El rey Alfonso X el Sabio incluye citas del libro en su General estoria.